# Halsten Bagge

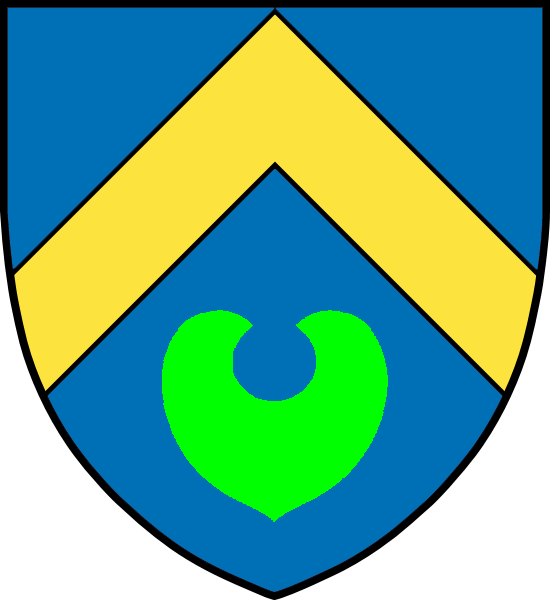
Vapensköld Sparre over blad.

Halsten Bagge, född kring sekelskiftet 1500, död senast 1564, svensk krigsöverste och hövitsman tillhörande ätten Bagge af Berga, son till Måns Pedersson (Sparre över blad) och Karin Bagge, efter vilken han upptog släktnamnet. Han var gift med Katarina Nilsdotter (Yxnebergaätten), ofta felaktigt angiven som tillhörande ätten Slatte.
Halsten Bagge var krigsöverste under Gustav Vasas tid och hövitsman på Kalmar slott 1540. 1544 förseglade han bland adeln Västerås arvsförening. Halsten Bagge levde ännu 5 februari 1550, men 1564 benämns hans hustru Katarina änka.

## Familj
Halsten Bagge och Katarina hade barnen Bengt, Anders, Måns, Peder, Bröms, Ingrid, Brita och Margareta, varav sonen Anders kom att ärva godset Skällsnäs, efter att hans morfars kusin, slottsfogden Bengt Eriksson (Skällsnäsätten) avrättats vid Stockholms blodbad.